# Banks
Banks je priimek več oseb:
- Gordon Banks, angleški nogometaš
- Father Marius Joseph Banks, južnoafriški rimskokatoliški duhovnik
- Robert Joseph Banks, ameriški rimskokatoliški škof